# Casa de cos

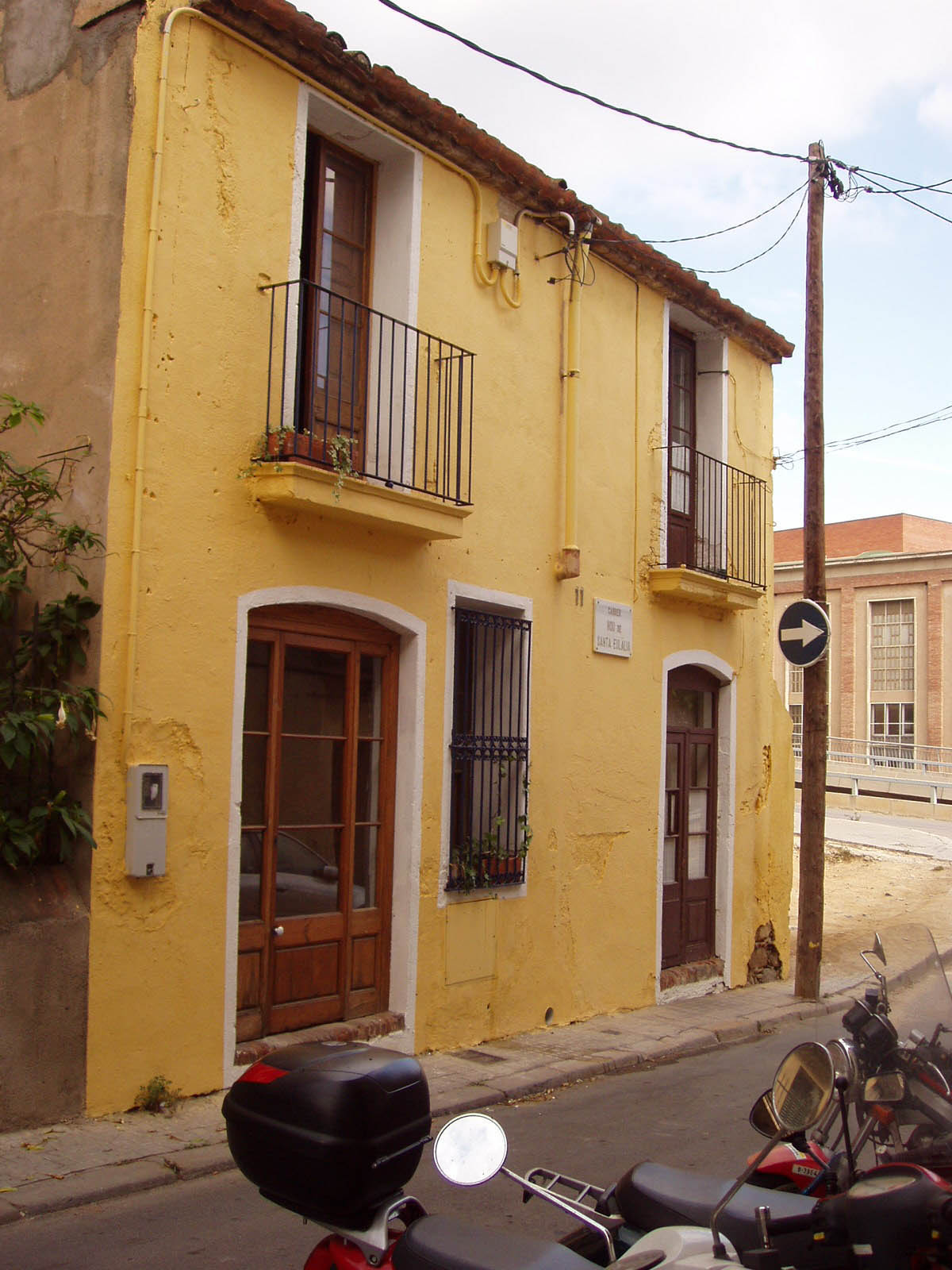
Dos casas de cuerpo al barrio de #Sarriá (#Barcelona)

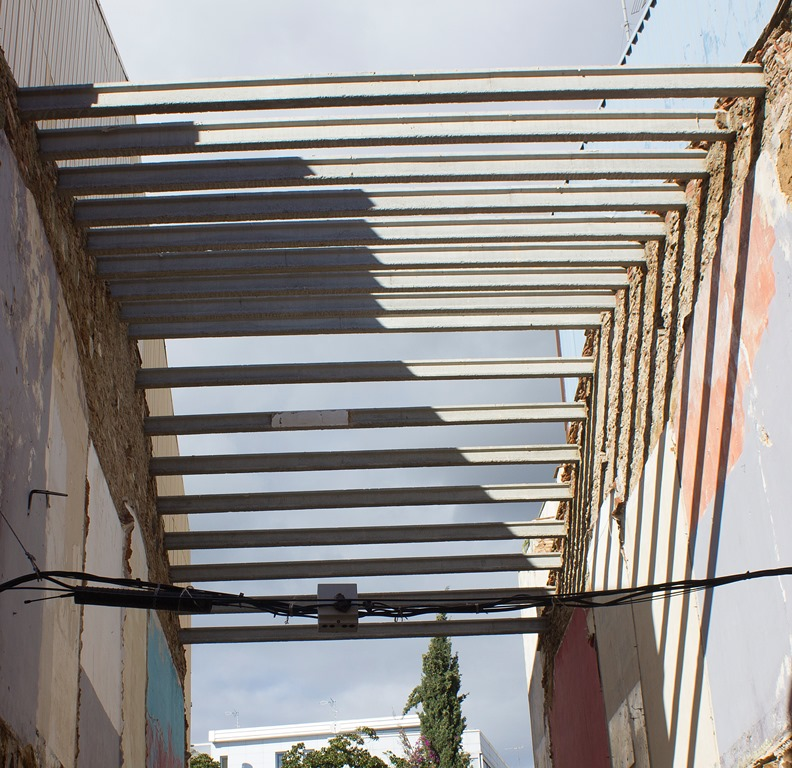
Cuerpo entre dos paredes paralelas que soportan el techo de vigas

La casa de un cuerpo es la casa urbana tradicional de las villas y ciudades de Cataluña, construida en un cuerpo, patio o solar. Constituyen el tipo más extendido de casa unifamiliar que se desarrolló durante el período preindustrial y de la industrialización, en paralelo a la urbanización de los nuevos ensanches urbanos durante segunda mitad del XIX .
La palabra cuerpo (plural cuerpos ) o crujía designa el ámbito entre dos paredes paralelas que soportan el techo de vigas o de bóveda . La anchura de la crujía tradicional en las masías y las casas de cuerpo es la adecuada para que las vigas no fimbreen o el empuje de las bóvedas sea moderado para no tener que hacer contrafuertes en los muros. Usualmente, el ancho de la crujía o cuerpo era de 25 palmos, si bien se admite que el ancho puede estar comprendido entre los 20 o los 30 palmos. (1 palmo de Barcelona equivale a 19,43 cm ; 25 palmos son 4,85 metros. )
La casa de cuerpo se compone de planta baja y un piso. En la planta baja, se entra por un espacio que usualmente era de trabajo, donde se tenían los utensilios del trabajo, tanto de los hombres como de las mujeres, así como la barrica del vino, sillas y mesas, etc. La escalera con una despensa o carnero bajo la bóveda daba paso a la cocina con el fuego adosado al rincón con un amplio faldar, el fregadero y las baldas para los utensilios, los platos y cazuelas . En la cocina, también se comía y se hacía la vida alrededor de la mesa. En la planta alta solía haber dos cuartos, el cuarto principal,  dormitorio de los cabezas de familia, usualmente tenía la forma de sala y alcoba, como reminiscencia de las alcobas de las masías, que eran el modelo para las dependencias privadas propio de las clases acomodadas. La otra habitación era para los hijos, abuelos y resto de la familia.
Desde la cocina se salía a un patio o salida con un pequeño huerto, y al fondo o al lado el gallinero y, si había, la porqueriza. La comuna estaba en algún lugar de la salida y normalmente con un pozo muerto que se vaciaba periódicamente. En las casas dando a dos calles (como San Cugat del Vallés, Vilasar de Dalt y otras poblaciones), detrás o al final de la salida estaba la caballeriza del caballo o mulo, y el arado y utensilios del campo si los estudiantes hacían de payés . En determinados lugares, en el patio había un pozo de agua o un pozo de acceso al agua de una mina ( Gràcia, Sarrià, etc.), si bien el sistema más extendido de abastecimiento de agua eran los aforos, que, así como el alcantarillado, se impusieron al avanzar la práctica de un urbanismo higienista .
Las casas de cuerpo formaban y forman todavía agrupaciones lineales y hileras a lo largo de muchas calles de pueblos y villas del Principado, puesto que desde el XIX eran el resultado de actuaciones planificadas de parcelación del suelo, que debían ser aprobadas por las autoridades desde la incipiente administración urbanística de la época que llevaban a cabo unos ayuntamientos muy poco tecnificados. De hecho, un alguacil o un albañil local trazaba los ensanches a cordel, es decir, mediante un cordel tensado entre dos estacas que define el eje de la calle. Posteriormente, el propietario de la finca o del trozo iba al notario y la dividía en solares de un cuerpo, con la variedad de tamaños que hemos comentado. En función de las necesidades y la economía de los posibles adquirentes, se adoptaban tamaños grandes para el cuerpo como en Gràcia, donde el tamaño de los solares es de 30 palmos, o hasta casi un cuerpo y medio, como en la plaza de Isabel II (actualmente plaza de Barcelona) de Sant Cugat del Vallés, donde la parcelación fue en solares de 40 palmos.
La composición de las fachadas de estas casas comportan unas notables consecuencias en la estética final de las calles. Las fachadas tradicionales estas casas generalmente tienen tres aberturas: el portal, el balcón y las ventanas de planta baja. Estas aberturas se caracterizan por su disposición asimétrica en la fachada de una casa. El balcón generalmente se sobrepone al portal de entrada, que tiene la ventana al lado y, cuando hay ventana adicional al piso, ésta está dispuesta en el mismo eje vertical de la de abajo. La regla áurea o regla del número de oro, en forma aproximativa y espontánea, está presente en las construcciones tradicionales y fue usada conscientemente, como argumento de composición, en las reformas o rehabilitaciones de casas urbanas de cuerpo o de renta, tanto por los maestros de obras como por los arquitecto smodernistas o    novecentistas que intervinieron en los procesos de renovación urbana en el XIX o primer tercio del XX .
En las hileras o agrupaciones, las disposiciones adosadas con el eje de simetría sobre la medianera o con mucha más frecuencia en las disposiciones yuxtapuestas, repitiendo la composición con la misma orientación (calle de Iborra y de Canet en Sarrià), dan lugar a conjuntos lineales de diferente longitud, hileras de casas iguales o simétricas, enlazadas con una serie de elementos como son: los aleros de tejas de tortugada o los diversos tipos de coronamiento, como la cornisa de ladrillos colocados por punta, hasta los remates más elaborados hechos con arquitrabes o cabezas de viga, o los delantales ornamentados con piezas cerámicas provenientes de los alfareros o de los tejares locales.    También están las balaustradas clásicas hechas con piezas de mortero moldeado por pequeños talleres u obradores, vinculados a los albañiles locales.
En el caso de las casas de un cuerpo y medio o de dos cuerpos, la composición de la fachada se convierte en simétrica respecto del eje de simetría que señala el portal y el balcón principal, mientras que en el resto de la composición y elementos, se manifiesta el mismo juego de proporciones y elementos ornamentales que se ha descrito para las casas de un cuerpo.